# Флеш (телесеріал, 2014)
«Флеш» (англ. The Flash) — американський телесеріал, який транслюється каналом The CW і розроблений Грегом Берланті, Ендрю Крайсбергом і Джеффом Джонсом. Сюжетно серіал є спін-офом серіалу «Стріла» та разом із іншими серіалами входить до Телевсесвіту DC каналу The CW. Початок прем'єри сьомого сезону — 2 березня 2021 року. 3 лютого 2021 року телеканал повідомив про продовження шоу на восьмий сезон. Прем'єра восьмого сезону відбулась 16 листопада 2021 року. 22 березня 2022 року телесеріал було продовжено на дев'ятий сезон. 1 серпня 2022 року стало відомо що дев'ятий сезон стане останнім в історії телесеріалу. Прем'єра дев'ятого сезону відбудеться 8 лютого 2023 року.
Сюжет розгортається довкола Баррі Аллена — 26-річного судмедексперта у поліції Централ-Сіті, який завжди запізнюється. Коли Баррі було 11 років, його матір Нору Аллен жорстоко вбили в їх домі. За цей злочин Генрі Аллена, батька Баррі, було засуджено до ув'язнення. Хоча хлопчик усім розповідав про таємничу людину в жовтому костюмі, що рухалась у блискавках, ніхто йому не повірив.
Після удару блискавки Баррі впав у кому на 9 місяців, а прокинувшись став бігати із надзвуковою швидкістю. Тепер він може нарешті дізнатись, що сталось із Норою Аллен. Та в місті з'явились ще й інші мета-люди, а тому Флеш має врятувати Централ-Сіті.
Перша поява Баррі Аллена у Телевсесвіті DC відбулась у 8 серії 2 сезону серіалу Стріла.

## Історія створення
У липні 2013 року стало відомо, що Баррі Аллен має з'явитись в епізодах 8, 9 та 20 другого сезону серіалу Стріла. Цю роль у вересні офіційно отримав Грант Гастін. Зрештою плани телеканалу змінились і, після появи майбутнього Флеша у 8 та 9 епізодах, був замовлений пілотний епізод нового шоу. Як пізніше заявив директор The CW Марк Педовіц, це має призвести до вибухового старту нового шоу так само, як сталось із пілотним епізодом Стріли.
У січні та лютому 2014 року до акторського складу пілотного епізоду приєдналися по черзі Джессі Л. Мартін (Джо Вест), Рік Коснетт (Едді Тоун) та Даніель Панабейкер (Кейтлін Сноу), Кендіс Паттон (Айріс Вест), Карлос Валдес (Ціско Рамон) та Том Кавана (доктор Гаррісон Веллс). Роль Генрі Аллена, батька Баррі, отримав Джон Веслі Шипп — Баррі Аллен серіалу Флеш 1990 року.
У травні 2014 був опублікований перший трейлер нового серіалу а в червні була призначена і дата виходу Флеша на екрани — 7 жовтня. Згодом гостьові ролі у серіалі отримали Роббі Амелл (Ронні Реймонд, Вогняний Шторм) та Вентворт Міллер (Капітан Холод).
Ще до прем'єри серіалу, телеканал замовив додаткові епізоди шоу, отримавши схвальні попередні відгуки, а пілотний епізод став другим у рейтингу дебютів телеканалу.
Майже одразу після прем'єри до акторського складу приєднався Віктор Гарбер (професор Мартін Штейн, Вогняний Шторм), а через пару тижнів серіал отримав повний сезон.
2 та 3 грудня відбувся перший двохсерійний кросовер Флеша і Стріли — Флеш проти Стріли, який зміцнив позиції обох проектів.
11 січня 2015 року телеканал продовжив всі свої серіали на нові сезони, в тому числі і Флеша.
Навесні 2015 року почали з'являтись подробиці нових епізодів серіалу. Згадувалась сюжетна арка Flashpoint та поява Вбивці Мороз. 14 травня того ж року директор каналу Марк Педовіц анонсував щорічні кросовери серіалів Флеш та Стріла.
До акторського складу другого сезону приєднались Тедді Сірс (Джей Гаррік) та Шантель Ван Сантен (Петті Співот), а згодом і Кейнар Лонсдейл (Воллі Вест).
У грудні 2015 на малих екранах вийшов другий кросовер Флеша та Стріли — Герої об'єднуються, в якому були показані також і герої майбутнього спін-оффа двох серіалів — Легенд Завтрашнього Дня. Другий кросовер отримав нижчі рейтинги переглядів, аніж перший.
У лютому 2016 року виконавчі продюсери шоу Грег Берланті та Ендрю Крайсберг розповіли, що Флеша очікує ще одна супергеройська зустріч — із Карою Денверс, Дівчиною зі сталі, яка відбудеться вже у березні. 9 березня стали відомі деталі сюжету майбутнього кросоверу та опубліковані промо-матеріали. Того ж місяця Ендрю Крайсберг дав масштабне інтерв'ю, в якому описав всі переваги мультивсесвіту DC у серіалах телеканалу The CW. Зустріч двох героїв дозволила суттєво підвищити рейтинг Супердівчини.
17 липня 2016 року телеканал опублікував дати нових сезонів своїх серіалів. Прем'єра третього сезону Флеша була назначена на 4 жовтня.
До акторського складу серіалу приєднався Том Фелтон — заклятий ворог Гаррі Поттера, а трейлери нового сезону натякнули на появу Доктора Алхімії.
У серпні 2016 було повідомлено про ще один кросовер Флеша та Супердівчини у майбутніх сезонах, а також про масштабну сюжетну арку для одразу чотирьох серіалів телеканалу. Незадовго до початку нових сезонів з'явилась інформація про найбільший кросовер телевсесвіту DC — 'Криза на Землі Х. Зустріч супергеройських команд відбулась у чотирьох серіях наприкінці листопада.
8 січня 2017 року телеканал анонсував четвертий сезон Флеша разом із усіма іншими своїми шоу, а вже 20 січня глядачі дізнались дату музичної зустрічі Баррі Аллена та Кари Денверс у березні 2017 — Музикальний кросовер'.
18 травня 2017 року стало відомо, що наступні сезони продовжать традицію кросоверів. Найімовірніше, нова зустріч різнорідних команд відбудеться в листопаді 2017, а 8 червня була анонсована дата старту 4 сезону Флеша — 10 жовтня 2017 року.
Липень 2017 був багатим на анонси майбутнього 4 сезону. Так до акторського складу приєднались Ніл Санділендс (Мислитель), Денні Трехо та Кім Енгельбрехт. Також у 4 сезоні зіграє Гартлі Соєр, а от Том Фелтон вибув із основного акторського складу. Цього ж місяця був представлений трейлер нового сезону.
2 серпня були опубліковані дати кросоверу чотирьох проектів The CW. Флеш зустрінеться із командою Легенд 28 листопада 2017 року.
10 жовтня 2017 року відбулася прем'єра 4 сезону Флеша. Порівняно із першою серією попереднього сезону, рейтинг серіалу впав на 23 %.

## Сюжет
У дитинстві Баррі Аллен став свідком вбивства своєї матері, в якому несправедливо звинуватили його батька. Працюючи судмедекспертом, Баррі намагається розкрити правду про вбивство матері, що приводить його до доктора Гаррісона Веллса. Після вибуху прискорювача частинок у нього влучає блискавка, через що він впадає в кому на 9 місяців. Коли він прокидається, то дізнається, що має здатність рухатися на надлюдських швидкостях. Але він не єдиний, хто отримав надприродні здібності.

## У ролях

### Основний склад
| Актор/Акторка           | Персонаж                                  | Поява а сезонах | Поява а сезонах | Поява а сезонах | Поява а сезонах | Поява а сезонах | Поява а сезонах | Поява а сезонах | Поява а сезонах | Поява а сезонах |
| Актор/Акторка           | Персонаж                                  | 1               | 2               | 3               | 4               | 5               | 6               | 7               | 8               | Епізоди         |
| ----------------------- | ----------------------------------------- | --------------- | --------------- | --------------- | --------------- | --------------- | --------------- | --------------- | --------------- | --------------- |
| Грант Гастін            | Баррі Аллен/Флеш (Земля-1 > Земля Прайм)  | 23              | 23              | 23              | 23              | 22              | 19              | 18              | 20              | 171             |
| Кендіс Паттон           | Айріс Вест Аллен                          | 23              | 23              | 23              | 23              | 22              | 19              | 16              | 16              | 165             |
| Даніель Панабейкер      | Кейтлін Сноу / Вбивця Мороз               | 23              | 23              | 23              | 23              | 22              | 17              | 17              | 20              | 168             |
| Рік Коснетт             | Едвард «Едді» Тоун                        | 22              | 2               | 1               |                 |                 |                 |                 | 3               | 28              |
| Карлос Вальдес          | Франциско »Циско" Рамон / Вайб / Мехавайб | 23              | 23              | 23              | 23              | 18              | 14              | 14              |                 | 138             |
| Метт Летчер             | Еобард Тоун / Зворотній Флеш              | 3               | 3               | 1               |                 |                 |                 |                 | 2               | 9               |
| Том Кавана              | Еобард Тоун / Зворотній Флеш              | 23              | 2               |                 | 2               | 11              | 4               | 2               | 7               | 51              |
| Том Кавана              | Харрісон Веллс (Земля-1 > Земля Прайм)    | 2               |                 |                 |                 |                 |                 | 3               |                 | 5               |
| Том Кавана              | Харрісон «Гаррі» Веллс (Земля-2)          |                 | 22              | 6               | 20              | 1               | 5               | 1               |                 | 55              |
| Том Кавана              | Харрісон «HR» Веллс (Земля-19)            |                 |                 | 20              |                 |                 |                 | 1               |                 | 21              |
| Том Кавана              | Харрісон «Шерлек» Веллс (Земля-221)       |                 |                 |                 |                 | 20              | 1               | 1               |                 | 22              |
| Том Кавана              | Харрісон «Неш» Веллс / Парія (Земля-719)  |                 |                 |                 |                 |                 | 17              | 1               |                 | 18              |
| Джессі Л. Мартін        | Джо Вест                                  | 23              | 23              | 23              | 22              | 13              | 17              | 18              | 17              | 156             |
| Кінан Лонсдейл          | Воллес «Воллі» Вест / Кід Флеш            |                 | 14              | 23              | 5               | 1               | 1               |                 |                 | 44              |
| Том Фелтон              | Джуліан Альберт / Алхімія                 |                 |                 | 17              |                 |                 |                 |                 |                 | 17              |
| Тедді Сірс              | Хантер Золомон / Зум                      |                 | 19              | 2               |                 | 1               |                 |                 |                 | 22              |
| Ніл Сенділендс          | Клиффорд Де'Во                            |                 |                 |                 | 13              |                 |                 |                 |                 | 13              |
| Данієль Ніколетт        | Сесвль Хортон Вест                        | 2               |                 | 8               | 10              | 17              | 14              | 16              | 20              | 87              |
| Гартлі Сойєр            | Ральф Дібні                               |                 |                 |                 | 13              | 18              | 13              | 1               |                 | 45              |
| Джессіка Паркер Кеннеді | Нора Вест Аллен / XS                      |                 |                 |                 | 4               | 21              |                 | 4               | 4               | 33              |
| Кріс Кляйн              | Орлін Дуайер / Цикада                     |                 |                 |                 |                 | 16              |                 |                 |                 | 16              |
| Ламонука Гарретт        | Мар Нову / Монитор                        |                 |                 |                 |                 | 2               | 2               |                 |                 | 4               |
| Ефрат Дор               | Єва МакКалла                              |                 |                 |                 |                 |                 | 8               | 3               |                 | 11              |
| Кайла Комптон           | Алегра Гарсиа                             |                 |                 |                 |                 |                 | 12              | 15              | 20              | 47              |
| Брендон Макнайт         | Честер «Чак» Пі Ранк                      |                 |                 |                 |                 |                 | 3               | 14              | 20              | 37              |
| Всего эпизодов          | Всего эпизодов                            | 23              | 23              | 23              | 23              | 22              | 19              | 18              | 20              | 171             |

### Другорядні ролі
| Актор              | Роль                                    | Сезон           |
| ------------------ | --------------------------------------- | --------------- |
| Рік Коснетт        | Едді Тоун                               | 1 та епізодично |
| Патрік Сабонгуй    | капітан Девід Сінгх                     | епізодично      |
| Ніл Санділендс     | Кліффорд Дево/Мислитель                 | 4               |
| Кім Енгельбрехт    | Марліз Дево/Механік                     | 4               |
| Вайолетт Бін       | Джессі Веллс (Квік)                     | епізодично, 2-4 |
| Тедді Сірс         | Хантер Золомон/Зум                      | 2               |
| Джон Веслі Шипп    | Генрі Аллен, Джей Гаррік (Флеш Земли 3) | епізодично, 1-3 |
| Том Фелтон         | Джуліан Альберт/Алхімія                 | 3               |
| Даніель Ніколет    | Сесіль Хортон                           | епізодично, 2-4 |
| Тобін Белл         | Савітар (голос)                         | 3               |
| Андре Трікоте      | Савітар (голос)                         | 3               |
| Вентворт Міллер    | Леонард Снарт / Капітан Холод           | епізодично, 1-4 |
| Мішель Гаррісон    | Нора Аллен                              | епізодично, 1-4 |
| Віктор Гарбер      | професор Мартін Штейн / Вогняний Шторм  | епізодично, 1-3 |
| Роббі Амелл        | Роні Реймонд / Вогняний Шторм           | епізодично, 1-3 |
| Шантель Ван Сантен | Петті Співот                            | 2               |
| Кленсі Браун       | Генерал Вейд Веллінг                    | 1               |
| Ванесса Ей Вільямс | Франсіс Вест                            | 2               |
| Джессіка Камачо    | Сінді Рейнольдс/Циганка                 | 3-4             |
| Хартлі Сойєр       | Ральф Дібні/Подовжуюча людина           | 4               |
| Кеті Сакхофф       | Амонет Блек/Блексміт                    | 4               |
| Кріс Кляйн         | Цикада                                  | 5               |
| Річард Гармон      | Овен Мерсер/Капітан бумеранг            | 9               |

## Сезони та епізоди
| Сезон | Сезон | Кількість епізодів | Прем'єра першого епізоду | Прем'єра останнього епізоду |
| ----- | ----- | ------------------ | ------------------------ | --------------------------- |
|       | 1     | 23                 | 7 жовтня 2014            | 19 травня 2015              |
|       | 2     | 23                 | 6 жовтня 2015            | 24 травня 2016              |
|       | 3     | 23                 | 4 жовтня 2016            | 23 травня 2017              |
|       | 4     | 23                 | 10 жовтня 2017           | 23 травня 2018              |
|       | 5     | 22                 | 9 жовтня 2018            | 14 травня 2019              |
|       | 6     | 19                 | 8 жовтня 2019            | 12 травня 2020              |
|       | 7     | 18                 | 2 березня 2021           | 20 липня 2021               |
|       | 8     | 20                 | 16 листопада 2021        | 29 червня 2022              |
|       | 9     | 13                 | 8 лютого 2023            |                             |

## Рейтинги та критика
Перший сезон Флеша посів 4 місце у рейтингу найкращих телевезійних проектів у жанрах Наукова фантастика / Фентезі / Жахи 2014 року за версією Rotten Tomatoes.
Станом на 28 жовтня 2017 року, 4 сезон серіалу займає 8 позицію в телевезійному рейтингу Rotten Tomatoes 2017..

## Цікаві факти
Серіал містить велику кількість прихованих деталей для поціновувачів коміксів, а також значну кількість наукових та технічних розбіжностей, які можна віднести до цікавих фактів. Найбільше неточностей стосується швидкості Баррі, яка раптово змінюється як в межах серій, так і між ними. Всі вони наведені у порядку виходу серій. Для зручності, номери серій та сезонів подані в наступному форматі: (сезон: серія).

### 1 сезон
- У першій серії при розмові Баррі та доктора Веллса на задньому плані видно клітку із написом Гродд, що є натяком на персонажа майбутніх серій.
- Клайд Мардон зміг зменшити атмосферний тиск на 20 мбар (приблизно 15 мм рт. ст. або 2 кПа) за декілька секунд.
- Торнадо, створений Клайдом Мардоном у (1:1), мав швидкість більше за 200 миль/год (приблизно 320 км/год) і має класифікуватись як клас F3 за шкалою Фудзіти, але Ціско запевняє, що той може досягти максимального класу F5 (швидкість 419—512 км/год).
- За словами Ціско, для перекручування торнадо потрібна швидкість у 700 миль/год (більше 1120 км/год) — це майже швидкість звуку в повітрі і суттєво перевищує як можливості Баррі (200 миль/год) у серії (1:1), так і швидкість торнадо. Бігаючи із такою швидкістю колами, Баррі викликав би значно сильніше торнадо.
- Вже у першій серії лунає девіз серіалу «Біжи, Баррі, біжи!» («Run, Barry, run!»), який повторюють різні персонажі впродовж всіх сезонів.
- У (1:2) Кейтлін каже, що Баррі після пробудження від коми почав бігати швидше за звук, хоча його швидкість у першій серії вони з Ціско оцінили в приблизно 200 миль/год.
- У (1:2) Баррі забуває звичайний одяг у Стар Лабс, коли прямує на місце злочину. Щоб не видати своє альтер-его, він купує одяг у найближчому магазині. Натомість він міг повернутись за речами, адже його швидкість дозволяє проскочити 8 кварталів всього за декілька секунд, про що було сказано в тій же серії.
- Вивіска магазину зброї (1:2) носить ім'я Хекса — героя коміксів DC, який пізніше з'явиться у серіалі Легенди Завтрашнього Дня.
- На місці злочину (1:2) Баррі залишає сліди саме на тому місці, де за секунди показує відбитки чоботів злочинців.
- Баррі каже Джо, що пробігає 1 милю за 3 секунди (1:2), що відповідає швидкості лише в 180 миль/год, хоча на початку серії згадує швидкість у 352 милі/год в заторах.
- Баррі встигає врятувати охоронця від куль, проте вибігає на вулицю, коли злочинці вже тікають на машині (1:2).
- За словами Ціско, Баррі треба з'їдати 850 тако (1:2).
- Баррі може промовити 6 речень поки Айріс висипає цукор в каву із порційного пакету (1:2).
- У (1:3) згадується гриб Кордицепс однобокий, який перетворює мурах на «зомбі».
- Журі присяжних визнало Генрі Аллена винним у вбивстві дружини за 52 хвилини (1:3).
- У Генрі Аллена брали свідчення 3 жовтня 2000 року, що видно на записі (1:3). Допит проводився о 23:58. Таймер запису показує всього декілька секунд (до 15), хоча запис навряд переривали.
- Туман перетворюється на синильну кислоту, але хімічна формула показана у (1:3) не містить нічого спільного зі справжньою.
- Туман рухається зі швидкістю Флеша у серії (1:3).
- Камери для мета-людей у прискорювачі частинок утримуються закритими магнітним полем у 8.3 Тл. Магнітне поле Землі — 31 — 50 мкТл (166—268 тис. разів менше). За словами Ціско, різниця лише у 100 тис. разів (1:3).
- В цій же серії (1:3) Баррі каже Джо, що не хоче музею на свою честь. В коміксах існує Музей Флеша.
- У серії (1:4) Леонард Снарт заморожує двері броньовика рідким азотом. Коли він стрибає на двері, аби виламати їх, видно, що двері не обмерзли та не вкрились хоча б конденсатом. Відповідно їх температура вища за точку роси. Якби броньовик не витримував такі незначні перепади температур, він не міг би використовуватись взимку. Випаруватись вся вода не змогла б через обмежений час — Снарт із командою мали витратити не більше 158 секунд до приїзду поліції.
- За розрахунками Снарта, у поліції було 182 секунди з моменту виклику охоронцями броньовика. Наступне назване число — 158 секунд (пройшло 24). Натомість у відеоряді було показано лише 16 секунд (1:4).
- У Централ-Сіті 40 банків, до кожного з яких поліція може дістатись за 60 секунд (1:4).
- У (1:4) швидкість Баррі знову оцінюється приблизно у 220 миль/год (на біговій доріжці, коли вихвалявся перед Філісіті), а потім 280 та 320 на тій самій доріжці після поранення.
- Леонард Снарт зміг застрибнути на потяг, що рухався, хоча жодних відкритих дверей чи виступів, за які можна було б зачепитись, не видно (1:4).
- У (1:5) Баррі каже, що йому 25 років, хоча його мати вбили 15 років тому, коли Баррі було 11. Відповідно герою має бути 26.
- Баррі піднімається на приблизно 50 метрів по стіні будівлі за 16 секунд (1:5). Згідно відеоряду, він рухається зі сталою швидкістю (приблизно 3,57 м/с або 8 миль/год), що можливо лише за власного прискорення рівного прискоренню вільного падіння (9,8 м/с2). Таким чином, Баррі повинен мати можливості поїзда метро при русі вертикально. Якщо ж вважати, що Флеш не може прискорюватись при русі вгору, то на 50 м за 14 с він зможе піднятись із фінальною швидкістю 0 м/с у вертикальному напрямку (що і відбувається у серії, коли Баррі рятує робочого та починає бігти вниз) за умови початкової швидкості приблизно у 137 м/с або 307 миль/год. Останнє добре співвідноситься із попередніми відомостями про швидкість Флеша, але протирічить показаному у серії.
- Ціско неправильно називає (1:5) прискорення вільного падіння на Землі. За його версією, воно рівне 32,56 ф/с2, хоча має бути 32,17 ф/с2 або 9,81 м/с2. Таку помилку можна списати на алкоголь або відмінність Землі Флеша від реальної.
- У (1:5) Кейтлін каже, що Ціско дарма взяв бумеранг на тестування Пластік, маючи на увазі, що той повернеться до них і вибух може комусь нашкодити. Насправді, властивість повертатись у початкове місце притаманна не всім видам цієї зброї і потребує суттєвого вміння людини, що її кидає. Крім того, час польоту суттєво більший, аніж час за який предмети вибухають після дотику Пластік.
- Пластік торкається своїх речей і деяких інших, причому ті не вибухають (1:5).
- Хвиля від вибуху Пластік у воді суттєво перебільшена. Крім того, між кадрами серії суттєво змінюється її інтенсивність та характеристики (1:5).